# Dorfkirche Denstedt

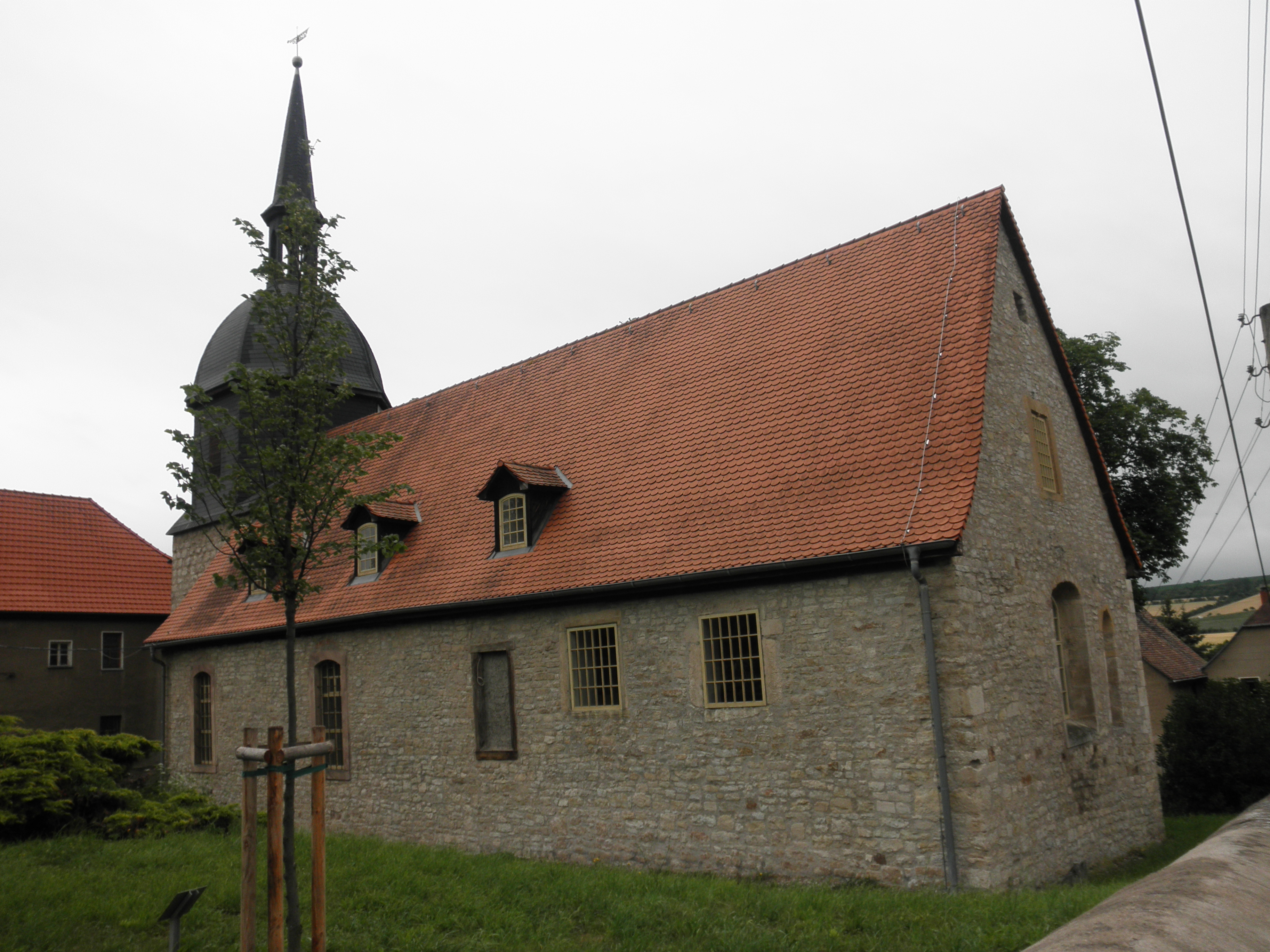
Die Kirche

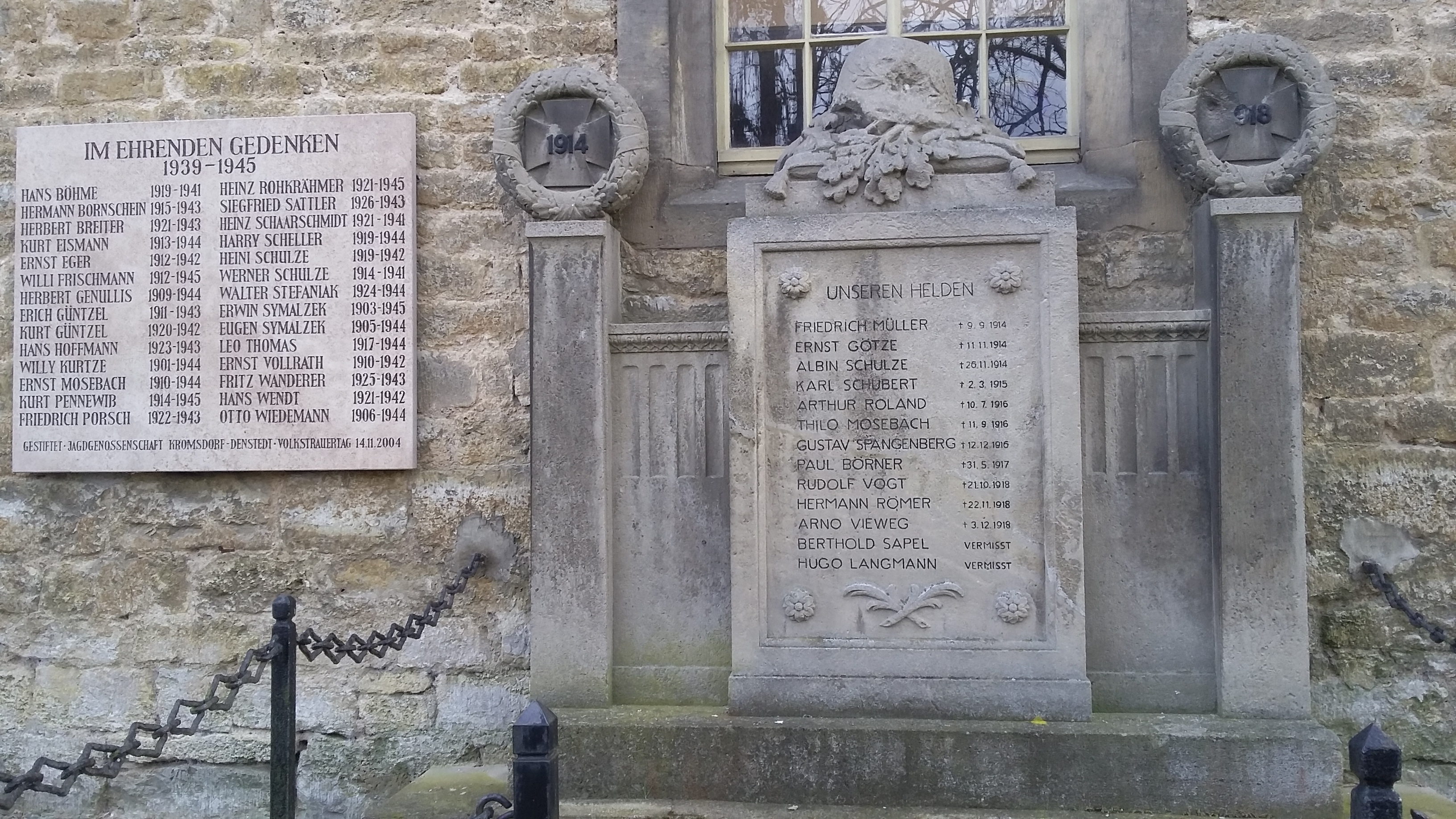
Kriegerdenkmale an der Kirchenwand

Die evangelische Dorfkirche Denstedt steht im Ortsteil Denstedt der Gemeinde Ilmtal-Weinstraße im Landkreis Weimarer Land in Thüringen.

## Geschichte
Die Herren von Denstedt waren schon um 1200 Patronatsherren der Dorfkirche. Sie sorgten mehrfach für den nötigen Um- oder Erweiterungsbau der Kirche. 
Aus dem mittelalterlichen Kirchengebäude blieb das Chorgestühl für die zelebrierenden Priester und das Kruzifix erhalten.
1525 wurde von Weimar aus die Reformation eingeführt.
Im Sommer 1779 griff ein Brand vom Pfarrhausdach durch Funkenflug auf die Kirche über und zerstörte den oberen Kirchturm, das Dach des Kirchenschiffes und die Inneneinrichtung.
Der Wiederaufbau erforderte viele Opfergaben.
1875 fertigte Meister Friedrich Weber aus Wickerstedt den hohen Kanzelaltar und Teile der Taufschale. Sechs Fenster wurden eingesetzt und die Emporen neu errichtet. Zwei Glocken aus Jena kaufte man.
Aus Bösleben und Ilmenau wurde eine alte Orgel erworben. Das Altarkreuz stiftete Zar Nikolaus I.
Im Juni 1859 wurde von den Patronatsherren Wegner-Linker und seinem Bruder eine Orgel gestiftet. Es ist die Liszt-Orgel Denstedt geworden. Viele Persönlichkeiten kehrten früher und auch noch heute hier ein.
In den 1920er Jahren wurde links neben dem Kirchenportal ein Kriegerdenkmal für die Soldaten des Ortes errichtet, die Opfer des Ersten Weltkrieges wurden. 2004 wurde daneben eine Gedenktafel für die umgekommenen Soldaten des Zweiten Weltkrieges angebracht.
Das 1980 von Michael von Hintzenstern aus einem Dornröschenschlaf befreite Orgeldenkmal wurde 1993 einer Generalreparatur durch die Firma Förster u. Nicolaus unterzogen. Orgelbauer der Firma Orgelbau C. Rühle aus Moritzburg haben die Orgel restauriert.
1989 wurden Turm und Kirchendach neu gedeckt sowie 1991/92 nach denkmalpflegerischen Gesichtspunkte restauriert.